# Хифа
Хифа (множина хифе, од грч. ὑφή []) је дугачка, кончаста структура гљива, оомицета или актинобактерија. Код већине гљива хифе имају главну улогу у вегетативном расту. Скуп хифа се назива мицелија.

## Структура
Хифа садржи једну или више ћелија окружену цевастим ћелијским зидом. Код већине гљива хифе су попречно подељене преградама које се називају "септе". Септе садрже велике поре кроз које могу слободно да пролазе ћелијске органеле (рибозоми, митохондрије и сл.), а у неким случајевима чак и ћелијско једро. Главни структурални полимер у ћелијском зиду гљива је хитин, за разлику од биљака које у ту сврху користе целулозу. Забележена је и појава асептичних хифа, што значи да код тих гљива хифе немају септе (преграде). На попречном пресеку дебљина хифа је 4–6 µm.

## Раст
Хифе расту врховима. Врхови расту тако да ћелијски зидови се проширују вањске компоненте, њиховом полимеризацијом, те унутрашњом производњом нове ћелијске мембране. Вршно тело је унутарћелијска органела повезана с растом врхова. Састоји се од агрегације везикула везаних за мембрану које садрже компоненте ћелијског зида. Оно  је део ендомембранског система гљива, држи и ослобађа везикуле које добија од Голџијевог апарата. Ове везикуле путују до ћелијске мембране кроз цитоскелет и ослобађају њихов садржај (укључујући разне протеине богате цистеином, укључујући  и керато-платанин и хидрофобин), ванћелијским процесом званим егзоцитоза, где се потом може транспортовати тамо где је потребно. Везикулске мембране доприносе расту ћелијске мембране док њихов садржај формира нови ћелијски зид. Вршно тело се креће дуж врха хифног ланца и остварује вршни  раст и разгранавање; апикална брзина раста хифних нити паралелна је и регулисана је кретањем вршног тела.
Како се хифа проширује, септа се може формирати иза растућег врха како би се свака хифа поделила на појединачне ћелије. Хифе се могу гранати бифуркацијом све више врхова или појавом новог врха матичне хифе.

## Типови

### Класификација према септама
- Септатне (са преградама)
  - [7]  и многе друге врсте имају овакве хифе.
- Асептатне или ценоцитне  (без септи)
  - Несептатне хифе везане су за род Mucor,[8] неки припадници Zygomycota и друге гљиве.
- Псеудохифе разликују се од правих хифа по начину раста, релативној крхкости и недостатку цитоплазматских  везе између ћелија.
  - Квасац, на пример, може стварати псеудохифе.[9] Оне су резултат својеврсног непотпуног окулирања, где се ћелије издужују, али после дељења остају везане. Неки квасци могу формирати и праве септатне хифе.[10]

### Класификација према ћелијском зиду и свеукупном облику
Карактеристике хифа могу бити важне у класификацији гљива. У таксономији базидиомицета (Basidiomycota), хифе које чине плодно тело могу се идентификовати као генеративне, скелетне или везивне.
- Генеративне хифе су релативно недиференциране и могу развити репродуктивне структуре. Обично су танких зидова, повремено се развијају благо задебљали зидови, обично имају честе септе, а могу имати, али и не морају стезаљке. Могу бити уграђене у слуз или желатинозне материјале.
- Скелетне хифе имају два основна типа. Класични облик је са дебелим зидом и врло дугим нитима у односу на често преграђиване генеративне хифе, неразгранате или ретко разгранате, с мало ћелијског садржаја. Имају мало преграда и недостају им споне стезаљки. Фузиформне скелетне хифе су други облик скелетних хифа. За разлику од типских скелетних хифа, оне су у средини задебљале и често изразито широке, што им даје фузиформни  облик.
- Везивне хифе су дебелозидне и често разгранате. Због многих сужаваних грана често подсећају на јелење рогове или опустошена стабла.

На темељу генеративних, скелетних и везивних типова, 1932. године Е. Џ. Х. Корнер, за хифне системе, применио је појмове мономитне, димитне и тримитне, како би побољшали класификацију полипора.
- Свака гљива мора имати генеративне хифе. Гљива која има само ову врсту, као и меснате гљиве, попут Agaricales (печурке), назива се „мономитским”.
- Скелетне и везивне хифе дају кожнатим и дрвенастим гљивама, попут полипоре чврсту конзистенцију. Ако гљива садржи све три врсте (пример: Trametes versicolor), назива се тримитна.
- Ако гљива садржи генеративне хифе и само један од друга два тима, зове се димитна. Заправо, димитне гљиве готово увек садрже генеративне и скелетне хифе; постоји један изузетан род, Laetiporus који има само генеративне и везивне хифе.

За гљиве које формирају фузиформне скелетне хифе везане генеративним хифама каже се да имају саркодимитични хифни систем. Неколико гљива формира фузиформне скелетне хифе, генеративне хифе и везивне хифе, а за њих се каже да имају саркотримитне хифне системе. Ове појмове увео је Е. Џ. Х. Корнер, као касније прецизирање, 1966.

### Класификација према рефракцијсом изгледу
Хифе су описане као сјајне или „глеоплерозне” („глеохифе”) ако им висок ломни индекс под микроскопом даје мастан или зрнаст изглед. Те ћелије могу бити жућкасте или бистре (хијалин). Могу се понекад селективно обојити сулфованилином или другим реагенсима. Специјализоване ћелије зване цистидије такође могу бити глеоплерозне.